# Gábor Kállai
Gábor Kállai (* 21. Februar 1959 in Budapest; † 31. Dezember 2021) war ein ungarischer Schach-Großmeister, -autor, -schiedsrichter und -funktionär.

## Schachspieler
Kállai erhielt im Jahr 1995 den Großmeistertitel. Mit der ungarischen Mannschaft reiste er zur Mannschaftsweltmeisterschaft 2001 in Jerewan als Kapitän und zweiter Reservespieler, hatte aber keinen Einsatz. Bei der Schacholympiade 2002 in Bled war er der Kapitän der ungarischen Nationalmannschaft; Ungarn hat Silber gewonnen. Kállai belegte vordere Plätze in mehreren Turnieren: III. Platz GM Turnier Ulaanbaatar (1984), III. Platz Hungaroil Turnier Siófok (1990) und II-III. Platz GM-Turnier Balatonberény (1995).
Gábor Kállai erlag am Silvestertag 2021 im Alter von 62 Jahren einem Herzinfarkt.

## Schachbuchautor und Schachjournalist
- Gábor Kállai: Megnyitások könyve, 1990 (ungarisch)
- Gábor Kállai: Buch der Eröffnungen, Caissa Chess Books, 1996
- Gábor Kállai: Basic Chess Openings, 1997, Everyman Chess (englisch)
- György Honfi – Gábor Kállai: Újra csillog az ezüst, Sakkolimpia Bled, 2002 (ungarisch)
- Gábor Kállai – János Szabolcsi: 64 kockára 64 teszt, 2004 (ungarisch)
- Gábor Kállai: Sakkpéntek, 2006 (ungarisch)
- Gábor Kállai: Hol végződik a sakktábla?, 2007 (ungarisch)
- Kállai betreute die Schachrubrik der ungarischen Tageszeitung Népszabadság.
- Kállai betreute ab 2006 zweiwöchentlich die Sendung SAKKK! beim Fernsehsender SPORT1 TV.

## Schachfunktionär
- Fachlicher Leiter des Ungarischen Schachverbands und Kapitän der Nationalmannschaft der Männer 2001 bis 2005
- seit 2006 PR-Leiter des Ungarischen Schachverbands

## Schachtrainer und Schachschiedsrichter
- Trainer und Sekundant von Zoltán Ribli 1983 bis 1986
- Trainer von Zsuzsa Polgár 1980 bis 1994
- seit 1993 FIDE-Schiedsrichter
- seit 2006 FIDE Senior Trainer

## Vereine

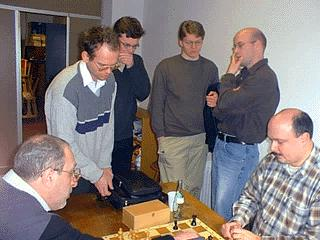
Michail Gurewitsch und Gábor Kállai analysieren ihre Bundesligapartie am 24. Februar 2002 in Porz

Kállai spielte in Ungarn bis 2004 für den Miskolci SSC, mit dem er 2000 und 2001 ungarischer Mannschaftsmeister wurde, in der Saison 2004/05 für Mozgáskorlátozottak PIREMON Sportegyesülete, von 2005 bis 2007 für Postás MATÁV Sport Egyesület, in der Saison 2008/09 für Tabáni Spartacus Sport Egyesület, in der Saison 2013/14 für Budapesti Titánok Sportegyesület und in den Saisons 2017/18 und 2019/20 für MTK Budapest. 
In der deutschen Schachbundesliga spielte er in der Saison 2001/02 für die Schachfreunde Neukölln, in der Schweizer Nationalliga A bis 2000 für den SK Bern. In Frankreich spielt Kállai für Cercle d’Echecs de Strasbourg. Am European Club Cup nahm er zwischen 1992 und 2007 sechsmal teil.